# سنجر شاه
سنجر شاه كان أميرًا لوسط خراسان من عام 1185 أو 1186 حتى عام 1187. انتهت فترة حكمه القصيرة بغزو خوارزمي أدى إلى استيلائهم على نيسابور.
خلف سنجر شاه والده طوغن شاه بعد وفاته في عام 1185 أو 1186، على الرغم من أن أتابكه منجلي بيك كان يمتلك السلطة الفعلية. في عام 1186، بعد أن علم الخوارزمشاه تكيش بعدم الاستقرار في خراسان، قاد جيشًا إلى الجنوب في عام 1186 وحاصر شادياخ، حيث كان يقيم سنجر شاه ومنجلي بيك (كانت شادياخ ضاحية من ضواحي نيسابور، التي كانت عاصمة والد سنجر شاه، ولكنها تضررت بشدة من غارات الأتراك الغزية). انتهى الحصار الثاني الذي شنه جيش تكيش في عام 1187 بالسيطرة على شادياخ وأسر سنجر شاه وأتابكه. أُعدم منجلي بيك، بينما نُقل سنجر شاه إلى خوارزم؛ حيث سلّمته حكومة نيسابور إلى ابن تكيش مالك شاه. ورغم ذلك، واصل سنجر شاه التواطؤ مع العناصر المعادية للخوارزميين في نيسابور؛ وردًا على ذلك أمر الشاه بإعدامه.

## ملحوظات
1. 1 2  Bosworth, p. 190
2. ↑  Mengli Beg is also named as Mengli-Tegin. Bosworth, p. 190